# Tayfun Korkut
Tayfun Korkut (Stuttgart, Alemania Federal, 2 de abril de 1974) es un exfutbolista y entrenador turco aunque alemán de nacimiento. Se desempeñaba como centrocampista y jugó en 6 clubes distintos. Disputó 42 partidos con la selección de fútbol de Turquía.

## Carrera como jugador
Creció en Ostfildern, cerca de Stuttgart. Centrocampista de posición (extremo o interior derecho), comenzó su carrera en las divisiones inferiores del Stuttgarter Kickers (filial del VfB Stuttgart). Se trasladó en 1995 al Fenerbahçe SK turco, club donde comenzó su carrera internacional. Ahí jugó 145 partidos repartidos en 5 temporadas y media donde anotó 12 goles. Su brega y relativa facilidad tanto para marcar como para dar pases de gol le abrió las puertas de España, concretamente las de la Real Sociedad.

### De Turquía a España
En etapas posteriores de su carrera siguió en España, principalmente en la Real Sociedad y después en el Espanyol. En San Sebastián estuvo hasta el 2003 donde, a pesar de las dificultades iniciales, fue testigo directo de la evolución del equipo que al final plantó cara al Real Madrid el año 2003 hasta el último partido de Liga en la lucha por el título. Pero ese año, tuvo un gran Valeri Karpin que le cerró las puertas de la titularidad y la repentina irrupción de Xabi Prieto le dejó como tercer extremo en discordia, así que abandonó la Real para irse al Espanyol. En tres años y medio, se ganó a la grada de Anoeta y es considerado uno de los jugadores más queridos de aquella época.

### Vuelta a Turquía
En Barcelona estuvo una temporada más, donde jugó 21 partidos sin anotar ni un gol, y al final de temporada volvió a Turquía, al Beşiktaş JK. Finalmente, jugó su última temporada en el Gençlerbirliği SK.
| Club                | País     | Año         | Partidos | Goles |
| ------------------- | -------- | ----------- | -------- | ----- |
| Stuttgarter Kickers | Alemania | 1994 - 1995 | 14       | 0     |
| Fenerbahçe SK       | Turquía  | 1995 - 2000 | 145      | 12    |
| Real Sociedad       | España   | 2000 - 2003 | 78       | 9     |
| RCD Espanyol        | España   | 2003 - 2004 | 21       | 0     |
| Beşiktaş JK         | Turquía  | 2004 - 2005 | 16       | 1     |
| Gençlerbirliği SK   | Turquía  | 2005 - 2006 | 13       | 1     |

## Carrera como entrenador
Inicios
Tayfun Korkut puso fin a su carrera como jugador en 2006, y comenzó como entrenador de juveniles de la Real Sociedad.
En la temporada 2009/10 estuvo a cargo del equipo sub-17 del TSG 1899 Hoffenheim como primer entrenador. En marzo de 2011, consigue su licencia profesional UEFA. Para la temporada 2011/12, Tayfun Korkut entrenó al equipo sub-19 del VfB Stuttgart. Al final del año en que se resolvió su contrato porque había recibido una oferta de la Federación Turca de Fútbol, y desde el 1 de enero de 2012 se desempeñó como 2.º entrenador de la selección turca. 
Hannover 96
El 31 de diciembre de 2013, aceptó ser el nuevo entrenador del Hannover 96. Logró la permanencia para el equipo alemán a falta de dos jornadas para el final de la 1. Bundesliga 2013-14, terminando en 10.º puesto. Continuó en el banquillo del HDI-Arena y completó una buena primera vuelta de la Bundesliga 2014-15 en 8.ª posición. Sin embargo, en la segunda parte del campeonato encadenó hasta 13 partidos sin ganar y finalmente Tayfun fue destituido el 20 de abril de 2015, dejando al Hannover 96 como 15.º clasificado con 29 puntos, a tres de la eliminatoria de descenso.
1. FC Kaiserslautern
El 15 de junio de 2016, se convirtió en el nuevo técnico del 1. FC Kaiserslautern; pero no llegó a completar la temporada, dejando el club el 27 de diciembre.
Bayer 04 Leverkusen
El 6 de marzo de 2017, relevó a Roger Schmidt al frente del Bayer 04 Leverkusen. Llevó al conjunto alemán al 12.º puesto en la Bundesliga tras sumar 11 puntos en 11 partidos y no pudo evitar la eliminación en octavos de final de la Liga de Campeones.
VfB Stuttgart
El 29 de enero de 2018, fue presentado como nuevo técnico del VfB Stuttgart. Bajo su mando, el equipo alemán se alejó de las últimas posiciones de la clasificación y remontó hasta conseguir un 7.º puesto al término de la Bundesliga, por lo que el club renovó su contrato por dos temporadas. Sin embargo, fue despedido el 8 de octubre de 2018, tras perder 4 de los 7 primeros partidos en la Bundesliga, ocupando la última posición de la tabla.
Hertha Berlín
El 29 de noviembre de 2021, se incorporó al Hertha Berlín. El 13 de marzo de 2022, tras encajar 5 derrotas consecutivas, fue destituido.
| Club                             | País     | Año           |
| -------------------------------- | -------- | ------------- |
| Hannover 96 (Sub-17)             | Alemania | 2009 - 2010   |
| VfB Stuttgart (Sub-19)           | Alemania | 2011 - 2012   |
| Selección de Turquía (Asistente) | Turquía  | 2012 - 2013   |
| Hannover 96                      | Alemania | 2014 - 2015   |
| 1. FC Kaiserslautern             | Alemania | 2016          |
| Bayer 04 Leverkusen              | Alemania | 2017          |
| VfB Stuttgart                    | Alemania | 2018          |
| Hertha Berlín                    | Alemania | 2021-presente |

## Estadísticas
- Actualizado al 12 de marzo de 2022.

| Club                 | País     | Año         | P   | PG | PE | PP | Efectividad |
| -------------------- | -------- | ----------- | --- | -- | -- | -- | ----------- |
| Hannover 96          | Alemania | 2014 - 2015 | 48  | 15 | 11 | 22 | 38.89%      |
| 1. FC Kaiserslautern | Alemania | 2016        | 18  | 4  | 7  | 7  | 35.18%      |
| Bayer 04 Leverkusen  | Alemania | 2017        | 12  | 2  | 6  | 4  | 33.34%      |
| VfB Stuttgart        | Alemania | 2018        | 22  | 10 | 6  | 6  | 54.54%      |
| Hertha Berlín        | Alemania | 2021-2022   | 14  | 2  | 3  | 9  | 21.43%      |
| Total                | Total    | Total       | 114 | 33 | 33 | 48 | 38.6%       |